# هامور بني رخامي
الهامور البني الرخامي (الاسم العلمي Epinephelus fuscoguttatus)، نوع سمك قاعي من الهامور وفصيلة القرفصية.